# Глуховичі
Глу́ховичі — село в Україні, у Підберізцівській сільській громаді Львівського району Львівської області. Населення становить 76 особи. Колишній орган місцевого самоврядування — Підберізцівська сільська рада.

## Історія
Село Дмитровичі подароване 18 липня 1364 р. королем Казимиром Великим Венцеславу, сину Жеґоти Голуховського (з Глухович).
Станом на 1 січня 1939 рік в селі мешкало 800 осіб, з них 580 українців-греко-католиків, 180 українців-римокатоликів, 20 поляків, 20 євреїв. Село належало до Львівського повіту Львівського воєводства, входило до гміни Чишки.

## Населення
За даними всеукраїнського перепису населення 2001 року, у селі проживало 103 особи. Мовний склад населення був таким:
| Мова       | Число ос. | Відсоток |
| ---------- | --------- | -------- |
| українська | 103       | 100      |

## Церква

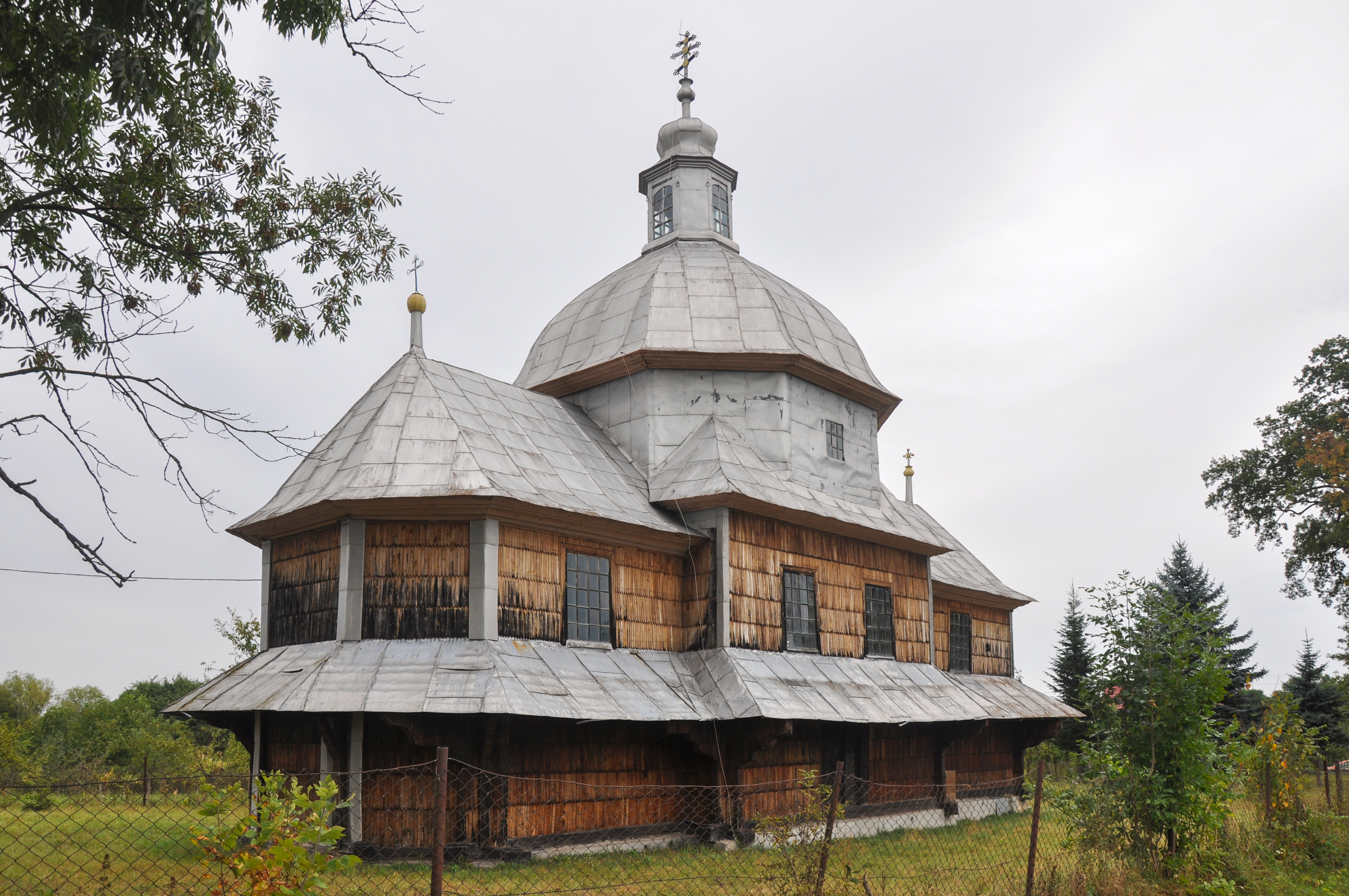
Церква Воздвиження Чесного Животворного Хреста

Дерев'яний храм Воздвиження Чесного і Животворного Хреста Господнього збудований у 1880 році Внесений до реєстру пам'яток архітектури місцевого значення за охоронним номером 1940-М. Належить до Пустомитівського деканату, Львівської єпархії УАПЦ.

## Цікаві факти
На північно-східній околиці села розташований музей ретротехніки Ретроленд.